# Aleksej Ivanovič Butakov
L'Ammiraglio Aleksej Ivanovič Butakov (19 febbraio 1816 – Schwalbach am Taunus, 28 giugno 1869) è stato un ammiraglio e geografo russo.
Nato da una famiglia di militari (suo padre era a sua volta un ammiraglio così come i suoi 5 fratelli), Butakov è stato uno dei primissimi geografi che per conto della marina russa esplorò a fondo il Lago d'Aral. A lui si deve infatti la prima esplorazione ufficiale dell'Isola di Vozroždenie da lui nominata Isola di Nicola I. Sua è anche la prima cartografia dettagliata dell'area dei delta dei due fiumi Amu Darya e Syr Darya che risalì fino a Nukus il primo e fino a Qyzylorda il secondo.
Nel corso della sua carriera divenne membro della Società geografica russa, membro onorario della Società geografica di Berlino e della Società geografica di Londra.
Morì nella città tedesca di Schwalbach am Taunus dove si trovava per delle cure mediche.